# Улу-Телякский сельсовет
Улу-Телякский сельсовет — муниципальное образование в Иглинском районе Башкортостана.

## История
Согласно «Закону о границах, статусе и административных центрах муниципальных образований в Республике Башкортостан» имеет статус сельского поселения.

## Население
| 2002  | 2009  | 2010  | 2012  | 2013  | 2014  | 2015  |
| ----- | ----- | ----- | ----- | ----- | ----- | ----- |
| 3504  | ↘3382 | ↗3616 | ↘3608 | ↘3587 | ↘3577 | ↘3522 |
| 2016  | 2017  | 2018  |       |       |       |       |
| ↘3456 | ↘3427 | ↘3387 |       |       |       |       |

## Состав сельского поселения
| № | Населённый пункт | Тип населённого пункта       | Население |
| - | ---------------- | ---------------------------- | --------- |
| 1 | Улу-Теляк        | село, административный центр | ↘3172     |
| 2 | Кировский        | деревня                      | ↗72       |
| 3 | Фаткуллино       | деревня                      | ↘48       |
| 4 | Казаяк-Кутуш     | деревня                      | ↗41       |
| 5 | Лемеза           | деревня                      | ↗24       |
| 6 | Шуктеево         | деревня                      | ↗14       |
| 7 | Высокая          | деревня                      | ↘9        |
| 8 | Кузнецовский     | деревня                      | ↘0        |